# El Zuavo (periódico)
El Zuavo fue un periódico editado en Valencia entre 1881 y 1884.

## Descripción
El periódico, que nació el 27 de abril de 1881 como sucesor de El Almogávar, se publicaba en cuatro páginas de 64 por 44 centímetros en la imprenta de Alufre. Ultramontano y dirigido por los hermanos José Joaquín y Gaspar Thous y Orts, surgió a raíz de la desafección que estos sentían por Cándido Nocedal y su diario El Siglo Futuro: cuando La Unión Católica ―fundada por los hermanos― y La Señera ―de personas que disentían de sus posturas― se fundieron en La Lealtad, los Thous se opusieron y fundaron por su cuenta El Almogávar, al que poco después sucedería El Zuavo. De hecho, al poco de salir abandonó su numeración propia para seguir la de aquel. Publicó algunos números extraordinarios con motivo de los centenarios de la Virgen de los Desamparados, san Luis Beltrán y Calderón de la Barca.
Fueron frecuentes los ataques que desde este periódico se vertieron contra Nocedal, al que, según reseña Navarro Cabanes, acusaban de «combatir como un desesperado el derecho de Don Carlos a la Corona de España, ridiculizando al egregio Príncipe a la faz de Europa, y llamarse el primer tradicionalista, el único, y seguir cobrando 40.000 reales de un Gobierno liberal, a quien ha jurado fidelidad».
Entre los principales colaboradores de la publicación se contaron Juan Antonio Almela, Francisco de Paula de Quereda, Alejo de Fondemora, fray Manuel Pascual, Lorenzo Torrens, Jaime Goig Company, Claudio Omarch y Barrera, Pedro Juan Puig, José Agramunt, Augusto Pérez Perchet y Rafael Cano. También firmaron en sus páginas César Ordax-Avecilla y Urrengoechea y Manuela Inés Rausell. Navarro Cabanes apunta que el Almanaque de Las Provincias asevera que la publicación cesó en septiembre de 1884.